# Trittico del crocifisso
Il trittico del crocifisso è un dipinto olio su tela opera di Aurelio Gatti detto il Soiaro, conservato presso l'altare della chiesa di San Defendente a Romano di Lombardia

## Storia
Aurelio Gatti era figlio del più famoso Bernardino Gatti, dal quale aveva appreso l'arte della pittura e con il quale aveva collaborato per la realizzazione di molti lavori sia a Cremona che a Crema diventando uno dei pittori di maggior rilievo negli ultimi anni del Cinquecento sul territorio lombardo, tra Cremona, Crema, Romano di Lombardia e Soncino.

Il 31 agosto 1585, il consiglio comunale decise di commissionare un altare e un dipinto di fronte a quello del Rosario, dove vi era solo l'affresco raffigurante san Defendo con Tolotto da Stezzano, colui che dichiarava di aver avuto l'apparizione del santo e la guarigione da tutti i suoi mali. Solo il 6 gennaio 1587 la commissione comunale confermò la realizzazione di questa pala, assegnando il lavoro a Aurelio Gatti, il quale si dichiarava pronto a iniziare il compimento dell'opera quando il clima sarebbe diventato più favorevole.
Nel 1612 fu realizzata l'ancona lignea dorata e intagliata completa dello stemma della famiglia Suardi committente l'opera, nelle persone di Giovanni Andre,, Giovanni Battista, Lauro e Lodovico. I due dipinti laterali e quello superiore furono eseguiti in un secondo tempo ma sempre per volontà della famiglia Suardi.

Vi un documento in archivio parrocchiale che riporta una descrizione del dipinto redatto tra il 1618 e il 1620.
(Anna Pia Giansanti)

## Descrizione
Il dipinto, di ottima fattura, è conservato come pala d'altare nella cappella del Crocifisso, la prima a sinistra detta anche dei Suardi. Il dipinto raffigura Cristo in croce con i santi Sebastiano, Rocco, sul lato sinistro, san Biagio e Maria Maddalena sul lato destro. I personaggi sono raffigurati ognuno con il proprio attributo iconografico e in forma molto plastica: san Sebastiano è colto in movimento, quasi sospeso, tutto il suo corpo, pur con le braccia legate, si protende verso la croce così come lo sguardo è rivolto al Cristo. San Rocco è raffigurato genuflesso in devozione, visibile la gamba con la piaga, a destra san Biagio è raffigurato negli abiti talari con il pastorale, ai piedi della croce Maria Maddalena è inginocchiata con lo sguardo rivolto verso l'alto e le braccia spalancate in segno di profonda disperazione, biondi capelli le incorniciano il viso. Ai piedi della croce il teschio segno della morte. Il Cristo posto sulla croce ha una struttura non particolarmente perfetta, le braccia si presentano troppo lunghe in contrasto con il corpo e gli arti inferiori ben strutturati. Il paesaggio, posto completamente in ombra, è illuminato solo da un lampo nella parte superiore del dipinto. La terra è brulla, con poche ombre, rispecchia la morte del figlio di Dio creatore del mondo, e il mondo muore con lui.
Laterali vi sono due tele raffiguranti gli offerenti della famiglia Suardi identificati nei quattro fratelli Giovanni Andre,, Giovanni Battista, Lauro e Lodovico, inginocchiati ai piedi di san Defendente patrono della chiesa, la loro raffigurazione più pacata e concentrata ma con lo sguardo rivolto verso i fedeli li allontana dai santi dando a loro una presenza più terrena. La parte superiore è completa di una lunetta affrescata a completamento del trittico e della cappella.